# Sequentia van de heilige Eulalie

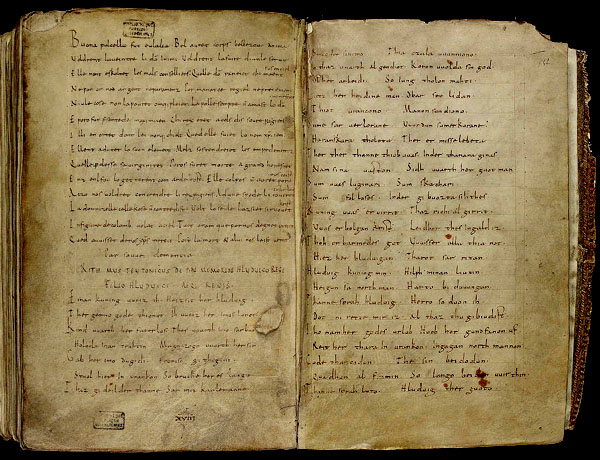
Cantilène de sainte Eulalie gevolgd door het Ludwigslied, ga naar Numérisation du parchemin om de tekst beter zichtbaar te maken (Ref. Gemeentebibliotheek Valenciennes 150 (olim 143) fol.141v)

De Sequentia van de heilige Eulalie, ook bekend als de Cantilene van de heilige Eulalie, wordt beschouwd als de eerste literaire tekst die is geschreven in de langue d'oïl, de taal waaruit later onder ander het Oudfrans is ontstaan. De oudste bekende niet-literaire tekst in deze taal is de Eed van Straatsburg, die 39 jaar ouder is dan de Sequentia van de heilige Eulalie.
In deze sequentia wordt het martelaarschap van Eulalia van Mérida bezongen. Het werk is waarschijnlijk gebaseerd op een hymne van de Romeinse dichter Aurelius Clemens Prudentius uit de Peristephanon. Het gedicht bestaat uit 29 verzen van elk 10 lettergrepen met assonantie.
Dergelijke sequenties maakten deel uit van de gregoriaanse muziek, en werden bijvoorbeeld gezongen in de abdij van Saint-Amand van Saint-Amand-les-Eaux, waar de tekst vóór de 12e eeuw aan toebehoorde.

## Het handschrift

### Herkomst en datering
De Sequentia van de heilige Eulalie maakt deel uit van een verzamelhandschrift dat zich vandaag in de stadsbibliotheek van Valenciennes bevindt. Men is het er tegenwoordig over eens dat het handschrift gedateerd kan worden op de eerste helft van de negende eeuw en afkomstig zou zijn uit een Lotharings scriptorium. De Franse tekst van de Sequentia werd geschreven door dezelfde hand (kopiist) als de Duitse tekst van het zogenaamde Ludwigslied. Daardoor kan de tekst gedateerd worden tussen 3 augustus 881, de datum van de slag bij Saucourt-en-Vimeu waarbij de West-Frankische koning Lodewijk III een groep Vikingen versloeg, en 5 augustus 882, de datum van het overlijden van Lodewijk, want in het gedicht wordt hij als nog in leven beschreven.
Het originele handschrift is afkomstig van de abdij van Saint-Amand in Saint-Amand-les-Eaux, dicht bij Valenciennes, een van de belangrijkste culturele centra van het westen van in de tijd van Karel de Kale tot in de tiende eeuw. Aangezien in de tekst de koning nog als levend wordt beschreven, maar de titel van het gedicht het heeft over “de piae memoriae hlvdvico rege” kan men geredelijk aannemen dat de tekst in dit handschrift een kopie is, geschreven na de dood van Lodewijk, van een origineel geschreven toen hij nog in leven was. De tekst in het handschrift en de Sequentia van de heilige Eulalie, van dezelfde hand, die eraan voorafgaat, werden dus waarschijnlijk aan het handschrift toegevoegd kort(?) na de dood van Lodewijk III, dus ná 5 augustus 882.

### Codicologische informatie
Het handschrift bestaat uit 143 perkamenten folia en is ingebonden in een zeer oude hertsleren band in slechte staat. De band bevat aan de binnen- en de buitenzijde haarresten, die hem de bijnaam Liber pilosus opleverden. De band meet 245 bij 152 mm, het perkament ca. 22 bij 150 mm. Er zijn schutbladen voor- en achteraan. Op de buitenzijde kan men nog met moeite de tekst Sancti gregorii nazanzeni lezen. Het handschrift bestaat uit zeventien katernen, waarvan elf quaternions, drie trinions en de rest onregelmatig.

### Inhoud van het handschrift
Het werk bevatte oorspronkelijk acht sermoenen van Gregorius van Nazianze, vertaald in het Latijn door Rufinus. De tekst hiervan gaat tot op fol. 140v lijn 7. Dit deel van het handschrift moet volgens Bernhard Bischoff op basis van paleologische en codicologische kenmerken gesitueerd worden in het noordoosten van West-Francië, ergens in de streek tussen Luik en Aken.
Na de dood van Lodewijk III werden aan het Latijnse manuscript de poëtische teksten in het Latijn en het vernaculair toegevoegd. Dit gebeurde met de nodige zorg, want er werd speciaal een katern van een binomium aan het handschrift van oorspronkelijk 141 folia toegevoegd om de nodige ruimte te creëren. De vijf “rithmi” werden toegevoegd door vier verschillende kopiisten. Eerst was de Latijnse cantilene aan Sint-Eulalie aan de beurt, bovenaan op fol. 141r in 14 lijnen. Daarna was het de Latijnse sequentia Dominus caeli rex die werd toegevoegd, onderaan f140v (negen lijnen) en onderaan op f141r (7 lijnen). De volgende kopiist schreef de Romaanse Eulalie cantilene en het Ludwigslied in het handschrift. De Romaanse cantilene begint bovenaan fol. 141v (links op de afbeelding) en telt 15 lijnen. Ze wordt dadelijk gevolgd door de rithmvs tevtonicus de piae memoriae hlvdvico rege of het Ludwigslied, dat doorgaat tot op fol. 143r lijn 4. De lofzang op Lodewijk bevat in totaal 59 verzen. Uiteindelijk heeft een vierde kopiist de Latijnse sequentia Vis fidei tanta est aan het manuscript toegevoegd. Onderaan op fol. 143v vindt men de tekst “Liber Sci Amandi”. Het handschrift bevat dus niet alleen de oudste Duitse tekst, maar eveneens de oudste Romaanse poëtische tekst die bewaard is gebleven.

### Geschiedenis
Het handschrift werd als het ware twee keer ontdekt: de eerste keer in 1672, toen het door de benedictijn Jean Mabillon, de grondlegger van de paleografie, werd gevonden in de bibliotheek van Saint-Amand. Hij maakte een afschrift van het Ludwigslied. De Romaanse cantilene scheen hem niet te interesseren: die liet hij in 1689 ter studie bezorgen aan Johannes Schilter, een Straatsburgse historicus. Schilter stelde zich een aantal vragen over de taal en de accuraatheid van het afschrift. Op 9 maart 1692 stuurde hij een brief aan Mabillon waarin hij vroeg om het handschrift in te mogen zien. Maar door de grote aardbeving van 1692 was de bibliotheek van Saint-Amand zwaar getroffen en het werk bleek onvindbaar. Pas in 1837 werd het handschrift door A.-H. Hoffman von Fallersleben teruggevonden in de bibliotheek van Valenciennes, waar het waarschijnlijk in 1791 terechtgekomen was na de confiscaties door de Franse revolutionairen.

## Studie van de teksten
Het manuscript werd lange tijd bestudeerd in het licht van de gebruikte vernaculaire talen, maar het totaalbeeld werd uit het oog verloren. De Romaanse en Duitse tekst werden apart bestudeerd en uitgegeven, en de relatie van twee teksten in een verschillende taal geschreven door één kopiist werd vergeten in de nationalistische reflex van de literatuurstudie van de 19e eeuw. Het is pas na 1989 dat men de samenhang van de teksten gaat bestuderen naar aanleiding van een colloquium georganiseerd door de bibliotheek van Valenciennes. De context waarin men het handschrift vandaag bekijkt is vollediger: men onderzoekt het geheel en ziet het werk veel meer als een voorbeeld van het ‘colinguisme’ bij de Karolingers.
Uit die studie bleek dat de Romaanse en de Frankische tekst vormelijk overeenkwamen, dat ze beide ‘actuele’ onderwerpen behandelden en bedoeld waren voor hetzelfde publiek. Men denkt dat het mogelijk is dat de teksten gebruikt werden als lezingen tijdens de officies of de maaltijden, voor de gasten (ook Frankisch sprekende) die de abdij van Saint-Amand bezochten. Dat zou trouwens ook verklaren dat men een Duitse tekst gebruikt om de lof van een West-Frankische koning te bezingen.
Wat de tekst van de Cantilene van Eulalia zelf betreft, zijn sommigen van mening dat de tekst is geschreven in de streek die nu Lotharingen heet, terwijl anderen, zoals Léopold Genicot, de oorsprong liever in de buurt van Aken of Luik situeren en op grond daarvan zelfs een Waalse basis willen toekennen aan de hele Franse literatuur. Maar dat er verschillende meningen zijn mag blijken uit het feit dat onderzoekers meer dan 80 artikels voor een totaal van meer dan 1200 bladzijden hebben gepubliceerd over deze vijftien lijnen. Alleen al over het laatste, enigmatische vers, waarover de meningen nogal uiteenlopen, zijn er een tiental artikels met in totaal 60 bladzijden geschreven. Yves Chartier ontwikkelde de hypothese dat de Cantile van Eulalie een werk zou zijn van Hucbald, een scholaster in de abdij van Saint-Amand van 883 tot 893 en als dusdanig verantwoordelijk voor het scriptorium en de bibliotheek. Uit werken van hem die zijn teruggevonden weten we dat hij de werken van Prudentius kende. Bovendien was hij een uitmuntend musicus en wijst de structuur van de sequentie (dubbele cursus) naar een oud model van sequenties die gebruikt werden in het noorden van het huidige Frankrijk in het derde kwart van de 9e eeuw. Het gedicht werd misschien gemaakt ter gelegenheid van de inventie van het graf van de kleine heilige in Barcelona in 878 of van de overbrenging van de relieken van Eulalie naar de abdij van Hasnon, dicht bij de abdij van Saint-Amand.

## Inhoud van de cantilene
De cantilene vertelt het verhaal van een jong meisje van 13, Eulalia, afkomstig uit een rijke familie in Mérida ten tijde van de christenvervolgingen bevolen door Diocletianus. In het gedicht wordt "Maximiien" genoemd die in die tijd “koning der heidenen” was. Het meisje weigert om haar geloof af te zweren en moet daarom de marteldood sterven. Als zij de geest geeft komt er een witte duif uit haar mond die naar de hemel vliegt.
Zoals ook Hoffman von Fallersleben al opmerkte is de Romaanse cantilene naar alle waarschijnlijkheid afgeleid van de Latijnse: ze zijn even lang - als men abstractie maakt van de hemistiche (halfvers) op de laatste lijn - en hebben dezelfde structuur. Ze werden bovendien waarschijnlijk gezongen op dezelfde melodie. De Latijnse cantilene zou op haar beurt gebaseerd zijn op een hymne van Aurelius Clemens Prudentius, namelijk zijn Germine nobilis Eulalia uit de Peristephano III.
| Langue d'oïl                                   |  | Nederlandse vertaling                                         |
| ---------------------------------------------- |  | ------------------------------------------------------------- |
| Buona pulcella fut Eulalia.                    |  | Eulalie was een schone maagd.                                 |
| Bel auret corps bellezour anima.               |  | Ze had een mooi lichaam en een nog mooiere ziel.              |
| Voldrent la ueintre li d[õ] inimi.             |  | De vijanden Gods wilden haar overwinnen,                      |
| Voldrent la faire diaule seruir.               |  | Wilden haar de duivel laten dienen.                           |
| Elle nont eskoltet les mals conselliers.       |  | Zij luisterde niet naar de slechte raadgevers                 |
| Quelle d[õ] raneiet chi maent sus en ciel.     |  | Die haar vroegen God in de hemel op te geven.                 |
| Ne por or ned argent ne paramenz.              |  | Niet voor goud, zilver of juwelen,                            |
| Por manatce regiel ne preiement.               |  | Koninklijk dreigen of smeken :                                |
| Niule cose non la pouret omq[ue] pleier.       |  | Niets kon haar doen buigen                                    |
| La polle sempre n[on] amast lo d[õ] menestier. |  | Dat meisje had de dienst aan God voor altijd lief.            |
| E por[ ]o fut p[re]sentede maximiien.          |  | Daarom werd ze voorgeleid voor Maximien,                      |
| Chi rex eret a cels dis soure pagiens.         |  | Die in die dagen koning der heidenen was.                     |
| Il[ ]li enortet dont lei nonq[ue] chielt.      |  | Hij spoorde haar tevergeefs aan,                              |
| Qued elle fuiet lo nom xp[ist]iien.            |  | De naam van Christen te laten varen.                          |
| Ellent adunet lo suon element                  |  | Doordat ze haar element (kracht?) verenigde,                  |
| Melz sostendreiet les empedementz.             |  | Zou ze beter de kettingen verdragen,                          |
| Quelle p[er]desse sa uirginitet.               |  | Doordat ze haar maagdelijkheid verloor,                       |
| Por[ ]os suret morte a grand honestet.         |  | Zou ze sterven in alle oprechtheid.                           |
| Enz enl fou la getterent com arde tost.        |  | Ze wierpen haar in het vuur, opdat ze snel verbrande :        |
| Elle colpes n[on] auret por[ ]o nos coist.     |  | Ze was zonder zonde; ze brandde daarom niet.                  |
| A[ ]czo nos uoldret concreidre li rex pagiens. |  | Maar de heidense koning weigerde dat te geloven.              |
| Ad une spede li roueret toilir lo chief.       |  | Hij beval haar met een zwaard het hoofd af te slaan;          |
| La domnizelle celle kose n[on] contredist.     |  | Het meisje sprak dit niet tegen,                              |
| Volt lo seule lazsier si ruouet krist.         |  | Ze wil de wereld verlaten als Christus het zo wil.            |
| In figure de colomb uolat a ciel.              |  | In de gedaante van een duif vliegt ze hemelwaarts.            |
| Tuit oram que por[ ]nos degnet preier.         |  | Wij smeken allen dat zij zich verwaardigt voor ons te bidden, |
| Qued auuisset de nos xr[istu]s mercit          |  | Dat Christus zich over ons ontfermt                           |
| Post la mort & a[ ]lui nos laist uenir.        |  | Na de dood, en dat hij ons naar hem doet komen,               |
| Par souue clementia.                           |  | Door zijn genade.                                             |

## Kenmerken
De tekst bevat onder meer al lidwoorden (zoals li), iets wat in de Eed van Straatsburg van een kleine halve eeuw eerder nog niet het geval was. Ook zijn er diverse sporen van agglutinatie tussen het lidwoord en andere woorden zichtbaar. Anderzijds heeft er nog geen klinkerreductie of diftongering plaatsgehad, zoals in de eerste fase van het Oudfrans (buona pulcella, Latijn: schoon jong meisje, → Fr. bonne pucelle). De werkwoordsvorm sostendreiet wordt beschouwd als het eerste voorbeeld van de Franse conditionnel.
De tekst lijkt nog het meest op Waals en Picardisch vanwege woorden als diaule, cose et kose (de laatste twee woorden hebben tegenwoordig alleen nog in het Picardisch dezelfde vorm). D'Arco Silvio Avalle ziet er bovendien elementen van het Lotharings en het Champenois in, talen die volgens hem indertijd een gemeenschappelijke orthografie hadden.